# 松山薫
松山 薫（まつやま かおる、5月26日 - ）は、日本の女性声優、タレント。所属はフリー。以前はオオヴァス、大平プロダクション（2004年所属）に所属していた。大平透声優ゼミナール出身。
兵庫県出身。龍谷大学文学部卒。手塚治虫の姪。2児の母。

## 出演作品

### テレビアニメ
- 手塚治虫の旧約聖書物語

### OVA
- ポパイの大冒険・海にひそむ謎を追え!（スウィーピー）

### 吹き替え
- NYPDブルー（ベニータ）
- ボクとマッギー（ニコラス）

### ラジオ
- アベロクのどんまいサンデー（ABCラジオ、 - 2006年3月）
- 大平シロー、中邨雄二の笑たま（ABCラジオ、2006年4月 - 2007年4月）
- ほっとハート!にちよう柴田塾（ABCラジオ、2007年4月 - 2010年4月）
- 北村真平のとっておき情報（ABCラジオ、2010年4月 - 2012年3月）
- 古川昌希のとっておき情報（ABCラジオ、2012年4月 - 2017年9月）
- 小西陸斗のとっておき情報（ABCラジオ、2017年10月 - 2019年3月）
- 佐藤修平のとっておき情報（ABCラジオ、2019年4月 - 2021年3月）
- 大野雄一郎のとっておき情報（ABCラジオ、2021年4月 - 2021年9月）

### その他
- YOGAヨガよ~が妖怪大作戦 スカラベ・ウーマン（八女魏石鬼）
- 京都駅ビル マスコットキャラクター テット&スカーラ (テットの声)